# Современный театр (Щецин)
«Современный театр в Щецине» (пол. Teatr Współczesny w Szczecinie, Театр Вспулчесны) — драматический театр в Щецине.
Драматический театр в здании Музея моря, называемый «Современный театр», создали в 1950 году по инициативе Збигнева Савана. Сначала театр был второй сценой «Польского театра в Щецине», но с 1952 года оба театра вместе функционировали в составе «Государственных драматических театров в Щецине». После получения независимости «Современного театра» в 1976 году его первым директором был Мацей Энглерт.
Главное здание театра построили в 1908—1911 годах для городского музея, запроектировал его немецкий архитектор Вильгельм Майер-Швартау.

## Известные актёры театра
- Буякевич, Катажина
- Зельник, Ежи
- Ковнас, Ирена
- Ломбардо, Мирослава
- Северин, Мария
- Скарух, Витольд
- Стенка, Данута
- Щитко, Анджей
- Энглерт, Мацей